# Armando Tejada Gómez
Armando Tejada Gómez nasceu em Guaymallén, Mendoza (Argentina), em 21 de abril de 1929. Faleceu em 3 de novembro de 1992, em Buenos Aires. Poeta e escritor, destacou-se enquanto redator do Manifesto do Movimento "Nuevo Cancionero".
Gravou dez discos com seus poemas recitados. Entre suas letras para canções mais famosas, destacam-se:
- "Canción con todos";
- "Fuego en Anymaná";
- "Zamba del riego";
- "Volveré siempre a San Juan";
- "Canción para un niño en la calle";
- "Zamba del laurel";
- "Milonga para una calle";
- "Balada de marzo";
- "Zamba azul";
- "Canción de las simples cosas".

Dentre os discos com suas obras musicadas, podem-se citar:
- "Los oficios de Pedro Changa",  musicada e gravada por "Los Trovadores"; e
- "Tonada larga para el país del sol", musicada por Daniel Talquenca e gravada pelo conjunto "Nacencia"[1].

Filho de Lucas Tejada um vaqueiro que conduzia gado entre Mendonza, San Juan e o Chile, através da Cordilheira dos Andes, e de Florencia Gómez, de quem recebeu ensinamentos da cultura huarpe. Foi o 22º filho de uma família de 24 irmãos. Seu pai faleceu quando tinha apenas quatro anos de idade.
Com a morte do pai, sua mãe não tinha condição de manter todos os filhos, razão pela qual foi morar com sua tia que o ensinou a ler. Teve pouco acesso à educação formal, pois teve de trabalhar quando ainda era criança como vendedor de jornais e como engraxate. Depois se tornaria operário da construção civil.
Começou a escrever suas primeiras poesias quando tinha apenas 13 anos de idade e concluiu seu primeiro livro de poesia aos 15 anos, que nunca foi publicado e se perdeu.
Quando tinha quinze anos de idade, leu Martín Fierro e passou a ler diversas obras.
Em 1950, começou a atuar também como locutor e passou a ter contato com Oscar Matus.
Em 1954, sua obra "Pachamama" foi premiada no Concurso Literário Municipal de Mendonza, quando ainda era operário da construção civil.
Em 1955, sua obra "Tonadas de la Piel" foi premiada pela Sociedade Mendoncina de Escritores.
Em 1957, ganhou o "Prêmio Los Andes" por um poema publicado em "La Verdadera Muerte del Compadre".
Em 1958, foi eleito deputado provincial pela União Cívica Radical Intransigente (UCRI) para um mandato de dois anos e publicou "Antologia de Juan".
Em 1959, rompeu com a UCRI, visitou a República Popular da China, a União Soviética, a Tchecoeslováquia e a França juntamente com uma deleção de intelectuais argentinos.
Em 1961, sua obra "Los Compadres del Horizonte", dedicada a Benito Marianetti e Angel Bustelo, foi premiada pelo "Concurso Latinoamericano de Literatura 'Casa de las América'", em Havana (Cuba);
Em 1963, fundou o Movimento "Nuevo Cancionero", juntamente com Oscar Matus, Mercedes Sosa, Eduardo Arágon e outros, publicou "Ahi va Lucas Romero";
Em 1964, se mudou para Buenos Aires, onde passou a se dedicar integralmente às atividades artísticas, fez apresentações conjuntas com Mercedes Sosa, Oscar Matus e Tito Francia, além de ter lançado seu primeiro disco de poemas: "Sonopemas del Horizonte";
Em 1967, publicou "Tonadas para Usar", lançou o disco "Los Ofícios de Pedro Changa" em conjunto com "Los Trovadores" e fundou a "peña" (taberna cultural) "Folklore 67", onde apresentava: "Resurrección y Canto de la copla", atuando junto com Los Nocheros de Anta, Marián Farías Gómes, César Isella, José Adolfo Gaillardou e Martha Serra. Naquele local, também se apresentaram outros convidados como: Dino Saluzzi, Rodolfo Mederos, Cuarteto Zupay e Tito Segura;
Em 1968, publicou "Profeta en su Tierra", que foi uma antologia de seus primeiros livros;
Em 1969, sua letra "Canción del Centauro", musicada por Ivan Consentino, foi premiada no "Festival Ibero-Americano de la Canción e la Danza"
Em 1971, publicou "Amanhecer Bajo los Puentes", onde relatou sua infância como vendedor de jornais e seus primeiros passos como poeta;
Em 1972, sua letra "Fuego en Animana", musicada por César Isella, foi premiada no Festival de la Patagonia, em Punta Arenas (Chile); sua letra "Elogio del Viento", musicada por Gustavo Leguizamón, venceu o "Grande Prêmio Sadaic" e foi finalista no Festival Agustín Lara no México;
Em 1974, sua obra "Canto Popular de las Comidas", venceu o Prêmio de Poesia "Casa de las Américas" em Havana, viajou para a União Soviética para participar do Festival Pshkin na Geórgia;
Em setembro, viaja para Cuba, juntamente com César Isella e Los Trovadores;
Em 1976, tem início uma Ditadura Militar na Argentina, que proibiu a difusão de várias de suas obras como: "Canción con Todos" e "Fuego en Animaná";
Em 1978, viajou para a Espanha, sua novela "Dios era Olvido" recebeu o "Premio Internacional de Novela" em Bilbao (Espanha);
Em janeiro de 1979, retornou a Buenos Aires, onde adotou o pseudônimo de "Carlos de Mendoza", nesse ano também viajou para o México para participar da gravação do disco "Coral Terrestre", com o grupo Sanampay, dirigido por Naldo Labrín. Na Espanha foi publicada uma biografia de Horacio Guarany, de sua autoria;
Em 1980, sua novela "Dios era Olvido" recebeu um prêmio da Fundação Dupuytren em Buenos Aires;
Em 1981, sua novela "Cuatrocientas sudestadas", que fala sobre quatro séculos de história de Buenos Aires (entre a chegada de  Pedro de Mendoza e a queda de Perón), publicada sob o pseudonômio de Marcos Zonda, posteriormente publicada como "El Rio de La Legua", foi finalista do "Premio Plaza e Janés" de Novela Argentina;
Em 1982, participou do Primeiro Fórum e Festival Latinoamericano da Nueva Canción, no México;
Em 1983, viajou para Managua, Nicaragua, para participar do Festival pela Paz, juntamente com Mercedes Sosa, o Quinteto Tiempo e o compositor Naldo Labrín; naquele ano também participou do Festival da Canción Bolivariana na Venezuela, do Festival de Baradero, em Cuba;
Em 1984, participou do Encontro Internacional de Escritores pela Paz, em Sófia (Bulgária) e publicou "Toda la Piel de América";
Em 1985, venceu o "Prêmio Konex", que o reconheceu como um dos cinco mais importantes personagens da História da Música Popular Argentina na categoria "Autor de Folclore"; publicou "História de tu Ausência";
Em 1986, venceu o "Grande Prêmio Sadaic", pelo conjunto de sua obra; publicou: "Bajo Estado de Sangre", com poemas escritos entre 1974 e 1983; foi premiado pela Fundação Argentina para a Poesia;
Em 1991, a Câmara de Deputados de Buenos Aires declarou sua obra como de "interesse educativo"; publicou "Cosas de Ninos" e "El Rio de La Legua";
Em 3 de novembro de 1992, faleceu em Buenos Aires;
Em 1994, foi publicado "Los Telares del Sol" (obra póstuma).
Em dezembro de 2012, foi lançado o filme: "Compadres", de Ciro Novelli, sobre a vida e obra de Armando Tejada Gómez.